# 钝叶桂
钝叶桂（学名：Cinnamomum bejolghota）是樟科肉桂属的植物。分布于缅甸、老挝、孟加拉国、越南、锡金、印度以及中国大陆的广东、云南等地，生长于海拔600米至1,780米的地区，常生于山坡和沟谷的疏林中，目前尚未由人工引种栽培。

## 别名
假桂皮、土桂皮、老母猪桂皮、青樟木、泡木（云南） 梅宗英龙（云南西双版傣语） 大叶山桂、鸭母桂、老母楠、山桂楠、山桂、奉楠、山玉桂（广东） 钝叶樟（海南植物志）